# جيمي دين
جيمي راي دين (بالإنجليزية: Jimmy Dean)‏ (10 أغسطس 1928 - 13 يونيو 2010)  هو مغني كانتري ومقدم تلفزيوني وممثل ورجل أعمال أمريكي، اشتهر اليوم بأنه صانع العلامة التجارية جيمي دين للسجق. أصبح دين شخصية تلفزيونية وطنية في سي بي إس في عام 1957. وارتقى للشهرة بأغنيته الناجحة عام 1961 «بيغ باد جون» والبرنامج التلفزيوني على أيه بي سي «جيمي دين شو» عام 1963، والذي قدم فيه محرك العرائس جيم هنسون ظهوره الأول على الإعلام الوطني. وشملت مسيرته التمثيلية دور ويلارد وايت في فيلم جيمس بوند، الماس للأبد (1971). عاش دين بالقرب من ريتشموند، فرجينيا، وتم ترشيحه لقاعة مشاهير موسيقى الريف في عام 2010، على أنه أدخل رسميا بعد وفاته.

## السيرة

### بدايات حياته
ولد دين في بلينفيو في مقاطعة هيل في غرب تكساس في عام 1928، وهو ابن جورج أوتو دين، وزوجته الثانية، روث تايلور. قامت روث تايلور بتعليم جيمي العزف على البيانو في سن مبكرة. وعزا اهتمامه بالموسيقى إلى كنيسة سيث وارد المعمدانية. ترك دين المدرسة الثانوية وأصبح مغنيا محترفا بعد أن خدم في سلاح الجو الأمريكي في أواخر الأربعينيات. وكان دين في الثانية والعشرين من عمره عندما بدأ مسيرته في مجال العروض وعندما تزوج زوجته الأولى ماري سو في عام 1950.

### المسيرة الترفيهية
أول أغانيه الناجحة كانت Just Bummin' Around في عام 1953 على علامة فور ستار، ووقع عقدا مع تسجيلات كولومبيا في عام 1957. كما سجل أغنية كريسماس بعنوان Little Sandy Sleighfoot وحققت نجاحا بسيطا على قائمة أغاني البوب وأغنية Sing Along التي استخدمت لاحقا كلحن للبرنامج التلفزيوني Sing Along With Mitch، الذي قدمه قائد الفرقة ميتش ميلر.
في عام 1954، استضاف دين برنامجا إذاعيا في واشنطن العاصمة بعنوان «تاون أند كانتري تايم» على محطة WARL-AM، وحقق هو وفريقه شعبية في منطقة وسط الأطلسي. وبدأ فنانون مثل باتسي كلاين وروي كلارك مسيرتهم على هذا البرنامج. أصبح كلارك عازف الجيتار الرئيسي في فرقة دين، لكن دين فصله لاحقا بسبب بطئه. وقام دين بوضع عازف الإيتار بيلي غرامر بدلا عنه. في عام 1955، انتقل برنامج تاون آند كانتري تايم إلى إذاعة WMAL-TV بعد ظهر أيام الأسبوع. كما ظهر دين على المحطات التلفزيونية في ماريلاند وفرجينيا المجاورتين.
خلال عام 1957 أيضا، بينما كان يعيش في أرلينغتون بولاية فرجينيا، استضاف دين برنامج كانتري ستايل على محطة WTOP-TV، وهي إحدى شركات واشنطن العاصمة المحلية التابعة لشبكة سي بي إس، وذلك في صباح أيام الأسبوع. التقطت شركة سي بي اس البرنامج من واشنطن وعرضته على أنحاء البلاد لثمانية أشهر في عام 1957 تحت اسم «ذا مورنينغ شو». ثم عرضت المحطة برنامج جيمي دين في فترة بعد الظهر من أيام الأسبوع والسبت من 14 سبتمبر 1958 إلى يونيو 1959.
اشتهر دين بأغنيته، «بيغ باد جون» عام 1961 حول عامل منجم بطل، وسجلها في ناشفيل. تصدرت الأغنية قائمة أغاني البوب والكانتري. بيع منها أكثر من مليون نسخة وحصلت على تصنيف القرص الذهبي. وصلت الأغنية للمركز الثاني في قوائم المملكة المتحدة. وفاز دين عن الأغنية بجائزة جرامي لعام 1962 لأفضل تسجيل كانتري أند ويسترن. ومن بين أغانيه الناجحة الأخرى أغنية "PT-109"، عن شجاعة الرئيس الخامس والثلاثين جون كينيدي في الحرب العالمية الثانية وإغراق سفينته في جنوب المحيط الهادئ من قبل اليابانيين.
في أوائل الستينيات، استضاف برنامج «ذا تونايت شو» في بعض المناسبات، وكان أول ضيف خلال فترة جوني كارسون الذي بدأ بتقديم البرنامج في 14 يناير 1963. وساهم دين في منتصف الستينيات بجلب موسيقى الكانتري إلى الجمهور السائد في برنامج المنوعات الذي قدمه بين عامي 1963-66، «جيمي دين شو». وقدم فنانين مثل روجر ميلر، جورج جونز، تشارلي ريتش، باك أوينز، وكذلك ظهر فيه فنانون (مثل جو مافيس) نادرا ما تلقوا عروضا على التلفزيون. كما عرض البرنامج دمية رولف الكلب، إحدى دمى جيم هنسون. كان هنسون ممتنا جدا لهذه الفاصلة وعرض على دين حصة 40 بالمائة في شركته، ولكن دين رفض وقال أن هنسون يستحق كل المكافآت على عمله. ذكر دين لاحقا أنه لم يندم أبدا على قراره.
ظهر دين في عدة برامج حوارية تلفزيونية وعروض ألعاب في الستينيات وغنى على برامج منوعات مثل يرنامج إد سوليفان، وهوليوود بالاس.
اتجه دين للتمثيل بعد انتهاء مسلسله التليفزيوني في عام 1966. وكان أشهر أدواره هو دور الملياردير ويلارد وايت من لاس فيغاس في فيلم جيمس بوند، الماس للأبد (1971)، وهو مستوحى من شخصية هوارد هيوز. كما ظهر في أربعة عشر حلقة من مسلسل دانيال بون (1967-70) في ثلاثة أدوار مختلفة (حلقة واحدة باسم «ديلو جونز»؛ واثنتان باسم «جرمايا»، وأحد عشر باسم «جوش كليمنتس»)، وبدور تشارلي رولاندز في حلقتين من حلقات جزيرة الخيال (1981-82)، وكذلك على برامج تلفزيونية الأخرى مثل شخصية تشارلي بوليتس على مسلسل جي جي ستاربك من بطولة دايل روبرتسون (1987-88). 
ظلت مسيرته الغنائية قوية في منتصف الستينات. وتصدر قائمة بيلبورد لأغاني الكانتري مجددا في عام 1965 بأغنية The First Thing Ev'ry Morning. وفي عام 1966، وقع دين مع آر سي أيه ريكوردز وسجل أغنية ناجحة أخرى هي Stand Beside me. وشملت نجاحاته الأخرى خلال هذه الفترة "Sweet Misery" (1967) و "A Thing Called Love" (1968).
في عام 1976، حقق دين نجاحا آخر بأغنيته ذات المليون مبيع بعنوان "I.O.U."، وهي تكريم لأمه. تم إصدار الأغنية قبل أسابيع قليلة من عيد الأم. أعيد إصدار الأغنية في أعوام 1977 و1983 و1984، ولكن مع نجاح طفيف في كل مرة.
في يناير 1978، استضاف دين تكريما قدمه عدد من النجوم لمغني الروك إلفيس بريسلي وتم بثه على شبكة إن بي سي بعنوان «ناشفيل تتذكر إلفيس في عيد ميلاده»، وتكلم فيها عن صداقته مع المغني الذي توفى مؤخرا.

### الأعمال
في عام 1969، أسس شركة جيمي دين للسجق مع شقيقه دون. حققت الشركة نجاحا جيدا، ويرجع ذلك جزئيا إلى إعلانات دين الفكاهية.
أدى نجاحها إلى استحواذها في عام 1984 من قبل شركة كونسوليداتد فودز، التي سميت لاحقا شركة سارا لي. وظل دين مشاركا كمتحدث باسم الشركة، ولكن الشركة الأم الجديدة بدأت بإعفائه من أي مهام إدارية. في يناير 2004، قال دين إن شركة سارا لي أسقطته كمتحدث عن العلامة التجارية للسجق لأنه كان مسنا جدا.

### السنوات اللاحقة والموت
في الثمانينات، عاش دين وزوجته وعائلته في تينافلي، نيو جيرسي.
أقام دين في ولاية فرجينيا منذ عام 1990، وتم إدخاله إلى قاعة مشاهير موسيقى الكانتري في فرجينيا في عام 1997. وعينه حاكم ولاية فرجينيا السابق جيم جيلمور في مجلس إدارة فرجينيا للصيد والطرائد ومصائد الأسماك الداخلية، والتي تشرف على جهود الولاية في الحياة البرية وقوانين القوارب.
في خريف عام 2004، أصدر دين سيرته الذاتية «30 عاما من السجق، 50 عاما من لحم الخنزير». عاش دين وهو شبه متقاعد مع زوجته الثانية، دونا ميد دين، وهي مغنية وكاتبة أغاني تزوجها في عام 1991، والتي ساعدته على كتابة سيرته. عاش الزوجان على أملاكهما في شافين بلاف التي تطل على نهر جيمس في مقاطعة هنريكو على مشارف ريتشموند، فيرجينيا. تعرض البيت لحريق مدمر في 20 أبريل 2009، ونجا آل دين من الحريق. أعاد آل دين بناء منزلهم على نفس الأساسات وعادوا إليه في أوائل عام 2010.
ترك دين المدرسة الثانوية في عام 1946 ليعمل ويساعد والدته، وأعلن في 20 مايو 2008 عن تبرعه بمليون دولار لجامعة وايلاند المعمدانية في بلينفيو.
في 23 فبراير 2010، تم ترشيح دين لإدخاله إلى قاعة مشاهير موسيقى الريف؛ وكان من المقرر أن يتم إدخاله في أكتوبر 2010، ولكن هذا حدث بعد وفاته.
أنجب دين لديه ثلاثة أطفال، غاري وكوني وروبرت من زوجته الأولى ماري سو دين (اسمها قبل الزواج ويتاور)، وله حفيدتان، كارولين تايلور (ابنة كوني) وبريانا دين (ابنة روبرت).
توفي دين عن 81 عاما، في 13 يونيو 2010، في منزله في فارينا، فرجينيا. وعاشت بعده زوجته الثانية دونا.
تم وضعه في ضريح على شكل بيانو يبلغ طوله 9 أقدام (2.7 متر) يطل على نهر جيمس في أرضه. وكتب على شاهد قبره «هنا يرقد رجل لا مثيل له»، وهي الجملة الأخيرة من أغنيته «بيغ باد جون». 
في 24 يونيو 2014، تم افتتاح متحف جيمي دين، والذي أصبح جزءا من جامعة وايلاند المعمدانية في مسقط رأسه في بلينفيو، تكساس. وحضر الحفل أرملته دونا دين ستيفنز. ويستضيف المتحف أغلب تذكارات جيمي دين فضلا عن تمثال برونزي صنعه النحات بول ديباسكوالي من ريتشموند ومولته شركة هيلشير براندز، مالكة علامة جيمي دين للسجق. المتحف ممول بهدية من مؤسسة دين الأسرية. ومن المقرر افتتاح المتحف قبل 1 أكتوبر 2016.

## وصلات خارجية
- جيمي دين على موقع IMDb (الإنجليزية)
- جيمي دين على موقع ميوزك برينز (الإنجليزية)
- جيمي دين على موقع أول موفي (الإنجليزية)
- جيمي دين على موقع قاعدة بيانات الأفلام السويدية (السويدية)
- جيمي دين على موقع إن إن دي بي (الإنجليزية)
- جيمي دين على موقع أول ميوزيك (الإنجليزية)
- جيمي دين على موقع ديسكوغز (الإنجليزية)
- جيمي دين على موقع قاعدة بيانات الفيلم (الإنجليزية)
- Interview with Jimmy Dean
- "Jimmy Dean—AN INTERVIEW WITH "THE DEAN OF COUNTRY MUSIC," with Bill Miller نسخة محفوظة 26 أبريل 2010 على موقع واي باك مشين.